# 卡洛斯·佩雷斯·德布里西奥
卡洛斯·佩雷斯·德布里西奥·奥拉里亚加（西班牙語：Carlos Pérez de Bricio Olariaga，1927年12月31日—2022年7月16日），西班牙企业家、政治人物。曾任工业大臣。

## 生平
1927年出生于马德里。毕业于海关学校，通过考试成为国家公务员，在中央政府部门工作。1964年1月至1968年2月，担任西班牙海关总署负责技术管理事务的副署长。期间，他还从1955年开始担任布鲁塞尔国际海关合作理事会西班牙代表，期间参与了国际关税术语的制定和西班牙加入关税与贸易总协定等工作。1967年担任国际海关合作理事会命名委员会主席。1968年担任钢铁企业和实体联合会执行主席和钢铁基础工业委员会副主席。1969年担任经济合作与发展组织钢铁工业委员会主席。
1969年11月，他开始担任西班牙工业部钢铁和船舶工业管理局局长。1975年12月，他在佛朗哥逝世，胡安·卡洛斯一世登基后的卡洛斯·阿里亚斯·纳瓦罗第二次内阁担任工业大臣。1976年7月，他又在首相阿道弗·苏亚雷斯第一次内阁继续出任工业大臣。
1978年至2011年，担任西班牙钢铁企业联合会主席。1985年至2015年，担任西班牙石油公司（Cepsa）执行总裁。2008年7月，被任命为西班牙信用银行（Banesto）独立董事。
2022年7月16日在马德里逝世。

## 荣誉
- 大十字级海事功绩勋章（1974年1月5日）[8]
- 大十字级卡洛斯三世勋章（1977年7月4日）[9]